# إدوارد أوزفالد
إدوارد أوزوالد (بالألمانية: Eduard Oswald) هو سياسي ألماني، ولد في 6 سبتمبر 1947 في آوغسبورغ في ألمانيا. حزبياً، نشط في الاتحاد الاجتماعي المسيحي. وقد انتخب عضو مجلس الشورى الموحد لبافاريا وانتخب عضو في البوندستاغ الألماني خلال فترته النيابية ‏ (18 فبراير 1987 – 20 ديسمبر 1990).

## روابط خارجية
- إدوارد أوزوالد على موقع مونزينجر (الألمانية)